# Chrysaora fulgida
Chrysaora fulgida är en manetart som först beskrevs av S. Reynaud 1830.  Chrysaora fulgida ingår i släktet Chrysaora och familjen Pelagiidae. Inga underarter finns listade i Catalogue of Life.